# Menő Mike
A Menő Mike (eredeti címe: Mike, une vie de chien, angol címe: Mighty Mike) egy számítógépes animációs sorozat, amit Guillaume Hellouin készített. A sorozat a francia TeamTO Studio és a kanadai Digital Dimension Studio koprodukciója a France Télévisions, a Super RTL, az UYoung, a Radio-Canada, a Family Channel, valamint a Cake Entertainment közreműködésével készült.

## Cselekmény
Mike jómodorú mopsz, aki minden nap ugyanazzal a gondolattal ébred, hogyan tudná lenyűgözni a gyönyörű szomszéd kutyát, Irist. De sajnos egy teknőctrió, egy cica és két bajkeverő mosómedve mindig a legrosszabbkor bukkan fel.

## Szereplők
| Szereplő(k) neve       | Leírás |
| ---------------------- | --- |
| Mike                   | Mike egy kifinomult mopsz, akinek az a feladata, hogy megvédje a házát két pajkos mosómedvétől és három bajkeverő teknőstől. Emellett a kis Szőrmók macskát is meg kell védenie mindenféle veszélytől.                                                                                       |
| Szőrmók                | Szőrmók egy narancssárga cica, aki Mike gazdáinak a Mikkelsen családnak a második háziállata. Bár még kicsi és mindig látni, hogy kóborol vagy kis káoszt okoz a ház körül, ami néha ahhoz vezet, hogy Mike túlságosan óvja őt.                                                              |
| Iris                   | Iris egy fehér kínai címeres szuka kutya, aki Mike szerelmi érdeklődését (sokat próbálkozik, hogy lenyűgözze őt) szolgálja. Ha dühös a farkát használja arra, hogy tárgyakat csapkodjon. Ezt a mosómedvékkel szemben csinálja, amikor azok megpróbálnak ellopni a dolgokat tőle és Mike-tól. |
| Freddy, Mercury        | Freddy és Mercury két pajkos mosómedve, akik minden epizódban rosszalkodnak. Freddy a duó vezetője és mindig segít Mercurynak, hogy a saját fejük után menjenek a dolgok. Nevüket az egykori brit énekesről Freddie Mercury-ról kapták.                                                      |
| Athos, Porthos, Aramis | Athos, Porthos és Aramis három élénk teknős, akik fajuk ellenére szeretnek sportolni, különösen baseballozni. Nevüket a Három testőrről kapták. |
| Mikkelson család       | Néhány epizódban hallani őket és kicsit látható a lábuk. A család tagjai Stephan, Laura, Louise és Tom. |
| Iris gazdája           | Azt a szerepet tölti be, hogy Iris tulajdonosa legyen és vigyázzon a cuccaira, amíg távol van. |

## Epizódok
| #   | Eredeti cím                | Magyar cím (Boomerang/HBO Max) | Eredeti premier      | Magyar premier       |
| --- | -------------------------- | ------------------------------ | -------------------- | -------------------- |
| 1.  | Wacky Tacos                | Trükkös tacók                  | 2019. június 1.      | 2019. szeptember 16. |
| 2.  | The Cone of Shame          | A szégyengallér                | 2019. június 2.      | 2019. szeptember 30. |
| 3.  | Skate Pool                 | Medencés buli                  |                      | 2019. szeptember 16. |
| 4.  | Go Fetch                   | Hozd vissza!                   |                      | 2019. szeptember 16. |
| 5.  | Robot-attack               | Robottámadás                   |                      | 2019. szeptember 17. |
| 6.  | Private Eye Mike           | Mike nyomozó                   |                      | 2019. október 1.     |
| 7.  | Chickie’s Return           | Pipi visszatér                 |                      | 2019. október 2.     |
| 8.  | Feline a Little Racoon     | Szörmók, a mosómedve           | 2019. június 8.      | 2019. október 3.     |
| 9.  | Electric Turtles           | Elektromos teknőcök            |                      | 2019. október 4.     |
| 10. | Rescuing Roxanne           | Roxanne megmentése             |                      | 2019. október 5.     |
| 11. | A Sick Trick               | Beteg trükk                    | 2020. február 3.     | 2019. október 6.     |
| 12. | Aye Aye Aye Phone          | Cica telefon                   | 2019. június 12.     | 2019. október 7.     |
| 13. | Agent 000                  | Tripla 0-s ügynök              |                      | 2019. szeptember 17. |
| 14. | What a Circus              | Micsoda cirkusz                |                      | 2019. szeptember 18. |
| 15. | Double dog                 | Hasonmás/Dupla kutya           |                      | 2019. október 8.     |
| 16. | The ice rink               | Jégpálya                       |                      | 2019. szeptember 18. |
| 17. | Amnesia                    | Amnézia                        |                      | 2019. szeptember 16. |
| 18. | Mike unchained             | Mike elszabadul                |                      | 2019. október 9.     |
| 19. | Petal to the Metal         | Szirmok                        |                      | 2019. szeptember 16. |
| 20. | Abraca-disaster!           | Abrakatasztrófa                | 2019. június 20.     | 2019. szeptember 20. |
| 21. | Itchy frenzy               | Bolhabuli                      |                      | 2019. szeptember 20. |
| 22. | Handcuffed                 | Bilincsben                     | 2019. június 22.     | 2019. szeptember 21. |
| 23. | Sleppy head                | Leragad a szemed               |                      | 2019. október 10.    |
| 24. | Diamond Dogs               | Gyémántkutya                   |                      | 2019. október 11.    |
| 25. | Boing Boing                | Hop-hop                        |                      | 2019. szeptember 21. |
| 26. | The Invitation             | A meghívás                     |                      | 2019. szeptember 22. |
| 27. | Fluffystein                | Szörnymók                      |                      | 2019. szeptember 22. |
| 28. | Muscle Mike                | Muszklis Mike                  |                      | 2019. szeptember 23. |
| 29. | Photobombed                | Fotóbomba                      | 2019. október        | 2019. október 12.    |
| 30. | The Garden Games           | Olimpiai játékok               |                      | 2019. szeptember 24. |
| 31. | Vampire Attack             | Vámpírtámadás                  |                      | 2019. szeptember 25. |
| 32. | In The Box                 | A doboz                        |                      | 2019. október 13.    |
| 33. | That Magnificient Mike!    | Az a mesés Mike!               | 2019. október        | 2019. október 14.    |
| 34. | Mikeyzushi                 | Mike-sushi                     |                      | 2019. szeptember 26. |
| 35. | Sneezed To Meet You!       | Haprci, hogy látlak!           |                      | 2019. szeptember 27. |
| 36. | Crooner Mike               | Énekes Mike                    |                      | 2019. szeptember 28. |
| 37. | Duchess                    | Hercegnő                       |                      | 2019. október 15.    |
| 38. | Fun Fur                    | Szőrös vidámpark               |                      | 2019. szeptember 29. |
| 39. | Robotix 3000               | Robotix 3000                   |                      | 2020. június 15.     |
| 40. | Rancid Racoons             | Büdi mosómedvék                | 2019. július 11.     | 2020. június 15.     |
| 41. | The Show Must Go On!       | Folytatódik a műsor            | 2019. október        | 2020. június 16.     |
| 42. | Main E-Vent                | A szellőző őre                 | 2019. augusztus 5.   | 2020. június 16.     |
| 43. | Mike The Eggspert          | Tojásvadászat                  |                      | 2020. június 17.     |
| 44. | Wahwahland                 | Kaliforniai kutyaálom          |                      | 2020. június 17.     |
| 45. | It's Been a Slice          | Egy szelet múlt                | 2019. július 1.      | 2020. június 18.     |
| 46. | Baritoon                   | Hangverseny                    | 2019. október        | 2020. június 18.     |
| 47. | Paws for Thought           | Kutyatopán                     | 2019. szeptember 2.  | 2020. június 19.     |
| 48. | Martial Arts Mike          | Mike, a harcművész             |                      | 2020. június 19.     |
| 49. | Ditzy Home                 | Maximális védelem              |                      | 2020. június 22.     |
| 50. | Well Trained               | Jólnevelt kutyák               | 2019. augusztus 12.  | 2020. június 22.     |
| 51. | The Guard Dog              | Házőrző                        |                      | 2020. június 23.     |
| 52. | Who’s the Boss?            | Ki a főnök?                    |                      | 2020. június 23.     |
| 53. | Dog-Gone                   | Kutyabőr                       |                      | 2020. június 24.     |
| 54. | The Fourth Turtle          | A negyedik teknős              |                      | 2020. június 24.     |
| 55. | Trojan Raccoons            | Trójai mosómedvék              | 2019. szeptember 13. | 2020. június 25.     |
| 56. | Mike’s Paws                | Lábadozás                      |                      | 2020. június 25.     |
| 57. | Sauna                      | Szauna                         | 2019. szeptember 6.  | 2020. június 26.     |
| 58. | The Wrong Mike             | Malacmentés                    |                      | 2020. június 26.     |
| 59. | The rival                  | A rivális                      |                      | 2020. június 29.     |
| 60. | The Prank                  | Az ugatás                      |                      | 2020. június 29.     |
| 61. | White Cat                  | Fehér macska                   |                      | 2020. június 30.     |
| 62. | The Party                  | A buli                         |                      | 2020. június 30.     |
| 63. | Best In Show               | Csúcsformában                  |                      | 2020. július 1.      |
| 64. | Stuck On You               | Összekötve                     |                      | 2020. július 1.      |
| 65. | Hoverboard                 | Siklódeszka                    |                      | 2020. július 2.      |
| 66. | Duchess in Charge          | Hercegnő segít a bajban        | 2019. szeptember 5.  | 2020. július 2.      |
| 67. | Gone To Pot                | Kalamajkoktél                  |                      | 2020. július 3.      |
| 68. | Animal Magnetism           | Mágnesmancs                    |                      | 2020. július 3.      |
| 69. | Hypnosis                   | Hipnózis                       | 2019. október        | 2020. július 6.      |
| 70. | Mike inpounded             | Mike rács mögött               |                      | 2020. július 6.      |
| 71. | Lights, Camera … Inaction! | Fények… kamera… bakiparádé!    |                      | 2020. július 7.      |
| 72. | Freddy’s Blues             | Freddy dutyiban                |                      | 2020. július 7.      |
| 73. | Dognapped                  | Ebrablás                       |                      | 2020. július 8.      |
| 74. | Fluffy the fugitve         | Szőrmók, a szökevény           |                      | 2020. július 8.      |
| 75. | And then there were none   | Teknőszene                     | 2019. szeptember 27. | 2020. július 9.      |
| 76. | Mike flu                   | Mike influenzás                |                      | 2020. július 9.      |
| 77. | In the Doghouse            | A kutyaházban                  |                      | 2020. július 10.     |
| 78. | Sliperry when wet          | Vigyázz, csúszik!              |                      | 2020. július 10.     |